# Bundesstraße 473
Die Bundesstraße 473 (Abkürzung: B 473) ist eine deutsche Bundesstraße in Nordrhein-Westfalen im Westmünsterland und am Niederrhein.
Die B 473 wurde Anfang der 1960er Jahre eingerichtet, um das Netz der Bundesstraßen zu verbessern; diese Bundesstraße ist deswegen so hoch frequentiert und auch wichtig, da sie eine Zubringerfunktion für den Verkehr aus Bocholt und dem Bocholter Umland zur Bundesautobahn 3 darstellt und somit die Verkehrsinfrastruktur erheblich verbessert. Mit Inverkehrnahme der Neubautrasse der Bundesstraße 67 (B 67) wurde der Abschnitt zwischen der neuen und der alten B 67 in Bocholt zur Landesstraße umgewidmet und gleichzeitig durch den Westringtunnel hindurch verlängert.